# 펠리페 2세
 펠리페 2세(스페인어: Felipe II de Habsburgo, 1527년 5월 21일 ~ 1598년 9월 13일)는 합스부르크 왕가(Habsburg, 스페인어 압스부르고Habsburgo) 출신의 스페인 국왕이었다. 1580년부터는 필리피 1세(포르투갈어: Filipe I)로서 포르투갈 국왕도 겸했다. 또한 메리 1세의 배우자 필립(영어: Phillips)으로서, 잉글랜드 왕국의 명예왕이기도 하였다. 스페인 최전성기의 통치자로서, 대표적인 절대군주 가운데 한 사람으로 알려져 있다. 또한 필리핀이란 이름이 그에게서 유래되었다.

## 생애
1527년 신성 로마 황제 카를 5세(스페인왕으로서는 카를로스 1세)와 포르투갈의 마누엘 1세의 딸 이사벨 사이에서 맏이로 태어났다. 1556년에 펠리페 2세는 부왕 카를로스 1세로부터 오스트리아를 제외한 모든 영토와 더불어 막대한 빚까지 물려받았으며, 다음해인 1557년에 최초의 파산 선고(국고 지불정지 선언)를 하기에 이른다. 그의 치세 동안 총 네 차례의 파산 선고를 실시했다는 점을 볼 때 당시 펠리페 2세 시대의 어려운 국고 사정을 알 수 있다. 그러나 이탈리아 전쟁에서는 1559년에 카토-캉브레지 조약을 통해 프랑스의 이탈리아 영토에 대한 요구를 묵살하였다.
펠리페 2세는 아라곤 왕국을 비롯한 전국 각지에 총독을 파견해 제국 전체를 통치함으로써 중앙집권체제를 공고하였다. 1561년, 국토의 중앙에 위치한 지리적 이점을 이유로 왕국의 수도를 바야돌리드에서 마드리드로 옮겼다. 그리고 1563년 마드리드 교외의 시에라 드 구아다라마 언덕에 엘에스코리알을 착공, 1584년에 완공하였다.
부왕과는 달리 펠리페 2세는 거의 궁정에 틀어박힌 채 열심히 정무에만 전념했기 때문에, ‘서류왕’이라는 별명이 붙었다. 펠리페 2세가 만들어낸 서류 결제 체제는 당시 유럽에서는 선진적이라고 봐도 무방할 정도였지만, 펠리페 2세가 죽은 후 스페인 왕국에서 이 체제를 도입한 위정자는 거의 없었다고 전해진다.

## 가톨릭 맹주
본가인 합스부르크 왕가의 황제가 개신교 세력과의 영합을 추구하여 루터교회에 한정하어 신앙을 일부 허용한 일( 아우크스부르크 화의)에 불만을 품은 펠리페 2세는 “나는 이단의 통치자가 되어 하느님의 가호와 신앙에 손상을 입히느니 차라리 국가와 함께 목숨을 버리겠다.”고 말할 정도로 스스로를 로마 가톨릭의 맹주를 자처하며 로마 가톨릭을 통한 국가 통합을 이상으로 추구하였다. 또한 본인도 신심 깊은 가톨릭교도였다.

## 개신교, 이슬람 탄압
펠리페는 1559년에는 금서 목록을 공포하여 국민들이 독일이나 스위스의 종교개혁가 사상의 접촉을 막았다. 지정된 대학 이외의 장소에서 공부하는 것도 일시적으로 금지되었다. 또한 프랑스의 위그노 전쟁에도 개입하여 알레산드로 파르네세를 파견해 가톨릭 측을 지원하였다. 이러한 이단 불가 정책에 대해 불만을 품은 이들이 많아지면서, 1568년에는 네덜란드와 모리스코인들이 반란을 일으켰다. 이에 펠리페 2세는 1579년에 네덜란드 남부를 독립전쟁에서 이탈시켜 가톨릭 교회의 세력을 유지시켰다.
1567년에는 스페인내의 무슬림을 대상으로 엄격한 법을 반포했다. 무어인들은 3년안에 스페인어를 익혀야 하며, 3년이 지난 뒤에 아랍어를 사용하면 처벌하겠다는 내용이었다. 이 법은 또 아랍식 복장도 금지하고 무슬림들이 세정식을 행하는 공중목욕탕도 모두 없앴다. 무어인들이 가혹한 세금에 항의하면 "세금을 줄이려면 종교를 바꾸라"고 가톨릭을 강요했다. 결국 무어인들은 1568년 반란을 일으켰고 펠리페는 강력한 군대를 보내 반란을 진압했다. 이후 펠리페는 반란 진압 여부와 상관 없이 모든 무어인들을 체포하여 쇠사슬에 묶어 스페인 각지로 이송했다.

## 레판토 해전(1571년)
1571년 펠리페 2세는 교황령, 베네치아 공화국 등과 함께 손을 잡고 신성 동맹을 결성, 레판토 해전에의 참전을 선언하면서 이복동생 돈 후안 데 아우스트리아를 연합 함대의 총사령관에 임명하였다. 돈 후안은 유럽 함대를 이끌고 오스만 제국과의 해전에서 승리하게 된다.

## 포르투갈 합병(1580년)

### 기본배경

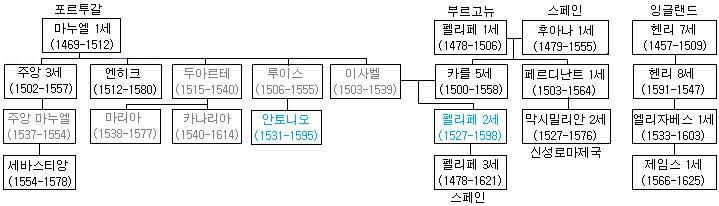
펠리페 2세의 계보

1578년 8월 4일, 무모한 모로코 원정으로 포르투갈 국왕 세바스티앙(1554-1578)이 사망하자 그의 삼촌 엔히크(1512~1580) 추기경이 66세 고령에 즉위하지만 1년 6개월만인 1580년 1월 31일에 후계없이 죽고말았다. 포르투갈 왕위 계승 후보자로는 선왕 엔히크의 조카들인 스페인의 펠리페 2세, 브라간사 공작 부인 카나리아와 안토니오, 파르마와 사보야가의 공작등등이 거론되었다. 카나리아는 선왕 엔히크의 총애를 받았으나 여성이라는 이유로 무시되었고, 안토니오는 일반 대중의 지지를 얻고 있었으나 사생아라는 약점이 있었다.
펠리페 2세는 마누엘 1세(1469~1521)의 외손자(모친 이자벨라가 마누엘 1세의 딸)의 자격으로 왕위계승을 요구하였으나 외국인이라는 불리함이 있었다. 펠리페 2세는 남미에서 유입되는 금을 이용하여 귀족들을 매수하며 독립적 행정과 자치를 약속했다. 또한 안토니오의 약점인 혈통문제를 적극적으로 부각시켰다. 귀족과 상류층들은 현재 침체된 포르투갈 경제 회생에 스페인-포르투갈 동군연합이 도움이 될것으로 기대하며 펠리페 2세를 지지했다.

### 왕위계승전

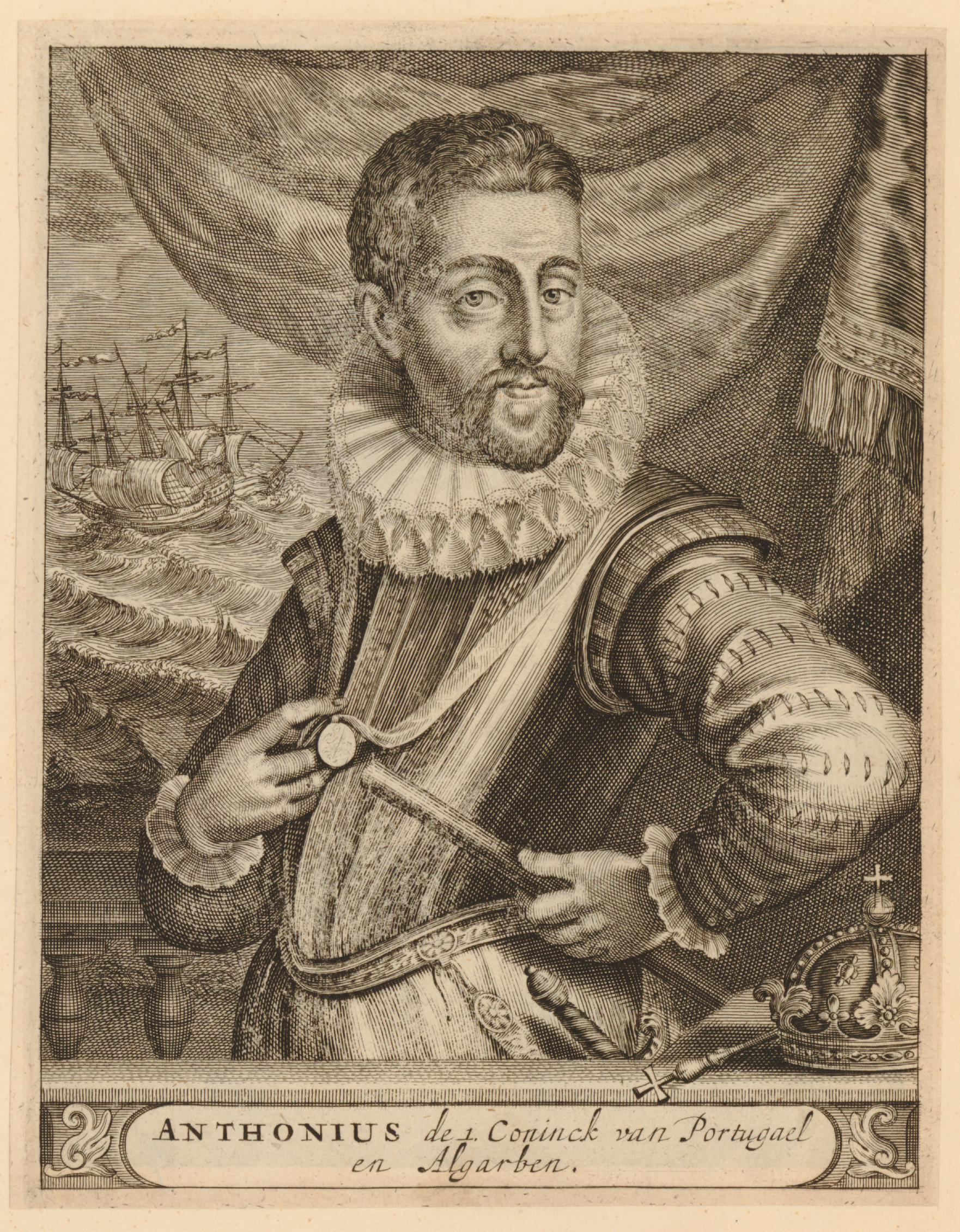
동 안토니우 (포르투갈)

동 안토니우(Don Antonio, 1531~1595)는 하급성직자, 농민, 상공인들의 지지를 받으며 1580년 7월 19일, 산타렘에서 지지자들에 의해 왕으로 추대되었다. 이에 대응하여 펠리페 2세는 알바 공작에게 리스본 점령을 명하였다. 안토니우는 200년전 주앙 1세(재위 1385~1433) 역시 비록 자신과 같은 서자였으나 훌륭한 군주였으며 현재의 정국이 1385년 알주바로타 승전으로 스페인의 침략으로부터 독립을 지켜낸 주앙 1세의 상황과 동일하다고 지지자들을 설득했다. 포르투갈이 가지고 있는 반 스페인 정서에 호소하며 군대를 소집했다. 8월 25일, 알칸타라 전투에서 스페인 군이 승리하였고 패배한 안토니오는 프랑스로 망명하였다.

### 합병과 즉위
1581년 4월 펠리페 2세는 토마르에서 개최된 포르투갈 의회에서 모든 전통적 조직기구의 존속과 기존 권리들을 보장한다고 약속한후 포르투갈 의회로부터 국왕으로 승인받았다. 포르투갈이 스페인과 정치,사회적으로 완전한 통합을 이룬것이 아니라 동군연합의 형식을 취한 것이었다.(포르투갈 왕으로서는 펠리페 1세가 된다.) 안토니오는 포르투갈 소유의 아조레스 제도에서 정권수립을 시도하려고 함대를 이끌고 가던중 1582년 7월 25일에 벌어진 폰타 델가다 전투에서 패배하였다. 이후 프랑스에서 지내다가 잉글랜드로 거처를 옮겼다. 엘리자베스 1세는 카트린 드 메디시스(프랑스 왕의 모후)가 했던것처럼 펠리페 2세를 견제하는 수단으로 안토니오를 활용했다.

### 영향

펠리페 2세 시절의 유럽과 북아프리카 영토 1581년

스페인은 포르투갈의 뛰어난 해양능력을 통하여 해상강국으로 급부상하게 되었다. 또한 남아메리카, 필리핀, 네덜란드, 밀라노 공국, 부르고뉴 공국(이상 카스티야 왕국령), 사르데냐섬, 시칠리아섬, 나폴리 왕국(이상 아라곤 왕국령), 아프리카 대륙의 남서부, 인도의 서해안, 말라카, 보르네오섬(이상 포르투갈 왕국령) 등 광대한 영토를 손아귀에 넣음으로써 해가 지지 않는 제국이라 불리는 스페인 역사상 최전성기를 맞았다.
그러나 이런 스페인의 약진은 잉글랜드와 네덜란드등 주변국들을 긴장시켰다. 특히 잉글랜드는 상비군으로써 육군이 없는 상황인데 해상 방어망이 뚫릴 수도 있었기에 나라의 안위가 심각한 사태에 처하게 되었다. 이에 따라 해군력에 대한 점검, 보강과 더불어 기존의 중립적 입장에서 벗어나 네덜란드와의 동맹을 추진하였다.(1585년 넌서치 조약 체결)

### 포르투갈의 독립
합병 이후 60년동안 포르투갈은 스페인에 의해 통치되었다. 그러다가 1640년 7월에 발생한 카탈루냐의 폭동을 스페인 재상 콘데두케 데 올리바레스가 포르투갈 병력을 이용하여 진압한 것이 촉발제가 되어 포르투갈에서 쿠데타가 발생하였는데 이것이 포르투갈 독립전쟁으로 이어졌다. 포르투갈의 브라간사 공작 주앙은 포르투갈 귀족들과 함께 스페인 총독을 몰아내고 같은 해 포르투갈의 국왕 주앙 4세로 즉위했다. 즉위후에도 포르투갈의 독립전쟁은 28년간 이어졌으며 스페인으로부터 포르투갈이 독립을 완전히 인정받은 것은 주앙 4세의 아들 아폰수 6세의 재위기인 1668년이 되어서다.

## 말년과 사망

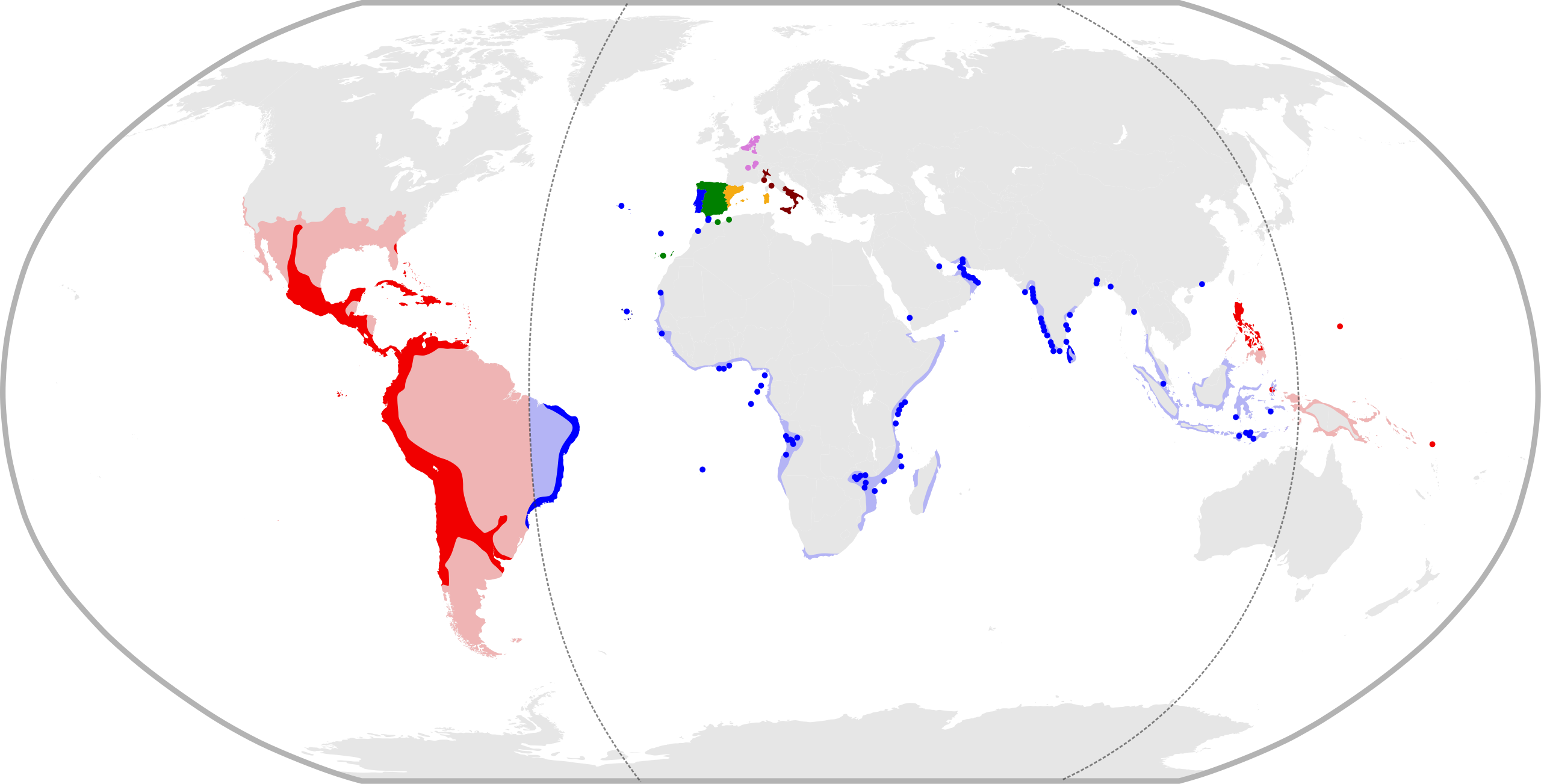
펠리페 2세의 영토 1598년

그러나 1581년 여전히 개신교 지역으로 남아있던 네덜란드 북부는 펠리페 2세의 통치권을 부인하였다.(이 일을 네덜란드 공화국의 시초로 보는 견해도 있다) 엘리자베스 1세가 1587년에 메리 스튜어트를 참수하는 일 등을 계기로 펠리페 2세는 네덜란드 북부의 반란세력을 지원하고 있던 잉글랜드 왕국을 정벌하기 위해 무적함대를 파병하였으나, 1588년 칼레 해전에서 대패하였다.
치세 말기에 귀족 작위나 영주권이 매매되었으며, 식민지로부터 엄청난 양의 귀금속을 들여왔음에도 불구하고 군사비 증대로 인한 국고의 파탄은 막지 못했다. 결국 1596년에 대규모 파산 선고를 하지 않을 수 없었다. 이번 선고는 지난 1557년, 1560년, 1575년에 이어 4번째였다. 게다가 약 3년에 걸쳐 흑사병까지 유행하게 된다. 스페인의 전성기를 가져온 펠리페 2세는 1598년 암으로 서거하였다.

## 결혼 및 자녀
- 포르투갈의 마리아 마누엘라 : 1543년에 혼인하나 1545년에 사망한다.[24]
  - 돈 카를로스(1545~1568)
- 잉글랜드의 메리 1세 : 1554년에 이모,조카사이 정략결혼으로 명목상 잉글랜드의 공동통치가가 되지만 1558년에 메리 1세가 사망한다.
- 발루아의 엘리자베트 : 1559년에 앙리 2세의 딸과 혼인하나 1568년에 이사벨이 사망한다.[25]
  - 이사벨 클라라 에우헤니아(1566~1633)
  - 카테리나 미카엘라(1567~1597)
- 오스트리아의 아나 : 1570년에 막시밀리안 2세의 딸과 혼인하였고 1580년에 사망한다.[26]
  - 페르난도(1571~1578)
  - 카를로스 로렌소(1573~1575)
  - 디에고 펠릭스(1575~1582)
  - 펠리페 3세(1578~1621)
  - 마리아(1580~1583)

## 돈 카를로스
돈 카를로스는 펠리페 2세와 첫번째 왕비 마리아 사이에서 태어난 유일한 자녀였다. 왕세자 돈 카를로스는 ‘스페인의 사도세자’라고 할 수 있는 비운의 주인공이다. 몸이 성하지 못했고 대식가이며 정신착란증이 있었다. 이런 것들은 부모의 근친 결혼에 의한 유전 때문이라고 추측되고 있다. 돈 카를로스의 부적절한 처신과 행실은 여러차례 문제를 야기했으며 부자간의 관계는 매우 안좋았다
돈 카를로스는 프랑스 앙리 2세의 딸인 엘리자베트와 약혼했으나 정치적인 이유로 파혼이 이루어졌고, 돈 카를로스의 약혼녀는 아버지 펠리페 2세와 결혼하였다. 파혼은 프랑스와의 종전을 위해 1559년 4월에 체결한 카토-캉브레지 조약의 결과물이었기에 불가피했다. 아버지가 아들의 약혼녀를 아내로 삼은 이 결혼에 대해 논란이 있었으며, 이 일로 인해 돈 카를로스는 아버지 펠리페 2세와 더욱 갈등하게 되었고 부자 사이는 크게 악화되었다. 또한 계모 엘리자베트가 돈 카를로스에게 친밀하고 다정하게 대하자 둘의 관계를 모자 관계 이상으로 의심하는 시각이 생겨났다. 이 같은 시각은 베르디의 유명 오페라 돈 카를로(Don Carlo)와 같은 작품에서 두 사람이 연인 관계로 묘사되기도 했다. 후세의 역사가들은 이에 대해 대체적으로 회의적인 편이다.
돈 카를로스는 아버지와 갈등 끝에 네덜란드의 총독으로 가고 싶어 했으나, 1568년 부왕 펠리프 2세를 암살하려다 발각되는 일이 있었고 이후 정신질환과 포악함이라는 명목으로 체포되어 독방에 갇힌 후 6개월 후 사망했다. 펠리페 2세의 명령에 따라 살해되었다고 하는 설도 있으나 증거는 없다. 엘리자베트는 돈 카를로스가 죽은 지 70일 후에 펠리페 2세의 아이를 낳다가 사망했다. 사망 후에 이 두 사람은 엘 에스코리알 궁전에 나란히 묻히는데 무덤의 배치는 펠리페 2세가 했다고 한다. 펠리페 2세 역시 사후 엘 에스코리알 궁전에 매장되었는데 돈 카를로스와 엘리자베타가 묻힌 곳에서 멀지 않은 곳에 무덤이 있다. 돈 카를로스의 비극적인 생애는 실러의 희곡 《돈 카를로스》에서 다루어지기도 했다.

## 같이 보기
- 잉글랜드의 메리 1세
- 잉글랜드의 엘리자베스 1세
- 교황 비오 5세